# Mártires da Palestina

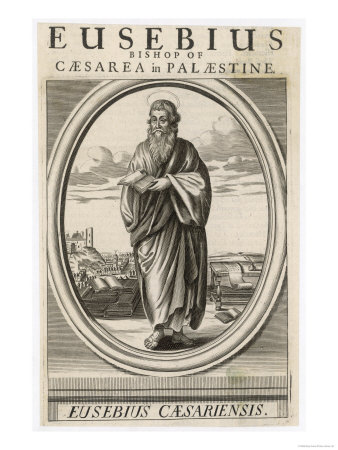
Gravura antiga de Eusébio de Cesareia

Sobre os mártires da Palestina é uma obra do historiador da igreja e do bispo de Cesareia, Eusébio (263-339), relatando a perseguição dos cristãos em Cesareia sob o imperador romano Diocleciano. A obra sobrevive de duas formas, uma recensão mais curta, que fazia parte de sua História Eclesiástica, e uma versão mais longa, descoberta apenas em 1866. Eusébio estava presente em Cesareia no momento das perseguições que ele conta.

## Contexto
A versão mais curta dos Mártires da Palestina provavelmente foi uma revisão da recensão mais longa. É possível que ambas as versões existentes sejam apenas fragmentos de um trabalho mais perdido agora. A longa recensão foi composta pouco depois de 311, quando cessaram as perseguições em Cesareia, e publicada em 315-316.

## Recensão curta
Embora mais curtos que a outra versão, há relatos de martírios em Cesareia que não estão contidos na longa recensão, como os martírios voluntários de Timolaus e seus companheiros.

## Recensão longa
A crueldade dos perseguidores, a perseverança e o sofrimento dos mártires são analisados com mais detalhes na versão mais longa.

## Confiabilidade
Eusébio afirma abertamente que não vai discutir nada que "não justifique o julgamento divino" e relacione apenas aquelas coisas "que podem ser úteis primeiro para nós mesmos e depois para a posteridade", o que fez o historiador Edward Gibbon no século XVIII desconfiar do trabalho completamente. No entanto, no século XIX, o historiador Joseph Barber Lightfoot elogiou Eusébio em tais passagens por sua honestidade.